# Полковник Блийп
„Полковник Блийп“ е първият цветен анимационен сериал, правен някога за телевизията. Създаден е от Робърт Бюканън и заснет от „Soundac of Miami“. Някои източници посочват, че Джоузеф Барбера има ръка в създаването на проекта, макар че каквото и да твори Барбера, то просъществува кратко до момента, в който става екип с Уилям Хана. Продуцирани са 104 епизода с различно времетраене, вариращо от три до шест минути. По-малко от половината епизоди са оцелели до днес.
Действието се развива на измисления остров „Zero Zero“, където екваторът среща Гринуичкия меридиан. Там полковник на име Блийп, извънземно от планетата Футура, защитава Земята с помощта на двамата си помощници. Скуийк е нямо момче-каубой, докато Скреч е пещерен човек с изключителна сила, събуден от хилядогодишен сън от бомбардировките над Хирошима и Нагасаки. Полковник Блийп, както всички негови другари футуранци, може да използва „футомна енергия“ по различни начини: да се придвижва в пространството или да я използва като оръжие за самозащита. Блийп може да получава ограничени количества енергия, като в няколко епизода тя свършва и той става уязвим.
Сериите са повлияни от Космическата ера, чието начало е поставено по това време. Понякога могат да бъдат видяни обитателите на планетата Футура; действието в повечето епизоди се развива в рамките на Слънчевата система, а интелигентни форми на живот съществуват на почти всяка планета. Научните факти са изменени, като по-често виновни за това са анахронизми: пример за това е Скреч, чийто домашен любимец-динозавър е показан, макар динозаврите да са измрели преди десетки милиони години.
Враг на триото е тъмната и мистериозна фигура на име Д-р Деструкто, който обикновено може да бъде открит в летящата си чиния. Изглежда, че той няма екипна половинка. Други злодеи са Черният рицар и Черната превръзка (космически пират).
Типично за това време анимацията е силно ограничена. Ной Тайлър влиза в ролята на разказвач, но и предоставя всички необходими вокални звуци (повечето от героите са неми). Джак Шлех режисира всички епизоди. Дизайнът на сериите е повлиян от футуристичния „гуги“ стил от 1950-те и 1960-те: автомобилите имали огромни „опашни перки“, бумеранги нерядко били съставни части на надписи или част от архитектурата. Атомната ера също оказала голямо влияние.
През 1965 година Шлех и Бюканън също продуцират серия анимационни фили за гимнастика за деца, в които главен герой е показващият упражнения Мистър Титан. Въпреки че Полковник Блийп е добре възприеман днес, Мистър Титан не е.
За разлика от модерните анимационни серии, повечето от които са съхранени, не са открити материали от продукцията на Полковник Блийп. През 1970-те години Джак Шлех затваря „Soundac“ и поставя материалите на компанията във ван, който бива откраднат. Съдбата им остава неясна.
Вероятно филмите не са показвани в Съединените щати заради затварянето на „Soundac“ (и горепосочената кражба на записи). Авторските права над всички епизоди с изключение на първия отпадат през 1985 година, но саундтракът от първи епизод остава под закрилата на закона. Две видеокасети съдържащи по-голяма част от епизодите са издадени през 1993 година (според сведения открити в склада за съхранение на телевизия, излъчвала филмите преди). През 2005 година от Алфа Видео издават DVD с името „Colonel Bleep, Volume 1“. То съдържа 23 епизода, около 20 от които не били включвани във видеокасетите преди това.